# 上党山城
上党山城（サンダンサンソン、韓国語：상당산성）は、大韓民国清州市郊外の山頂に築かれた山城。

## 概要
清州市街に隣接する山の頂上に築かれた周囲長約4.2kmの城壁に囲まれた広さ約18万m2の山城。正確な築城時期は不明だが、「三国史記」に統一新羅（紀元前57年～935年）初期に金庾信将軍の息子が築いたとの記述あり。城壁の内部は集落があり、食堂、土産物屋等もある。車、路線バスで行くこともできるが、環状道路沿いに有る国立清洲博物館近くの登山道入り口より約90分で城壁まで登頂することもできる。
大韓民国指定史跡に指定されている。

## フォトギャラリー

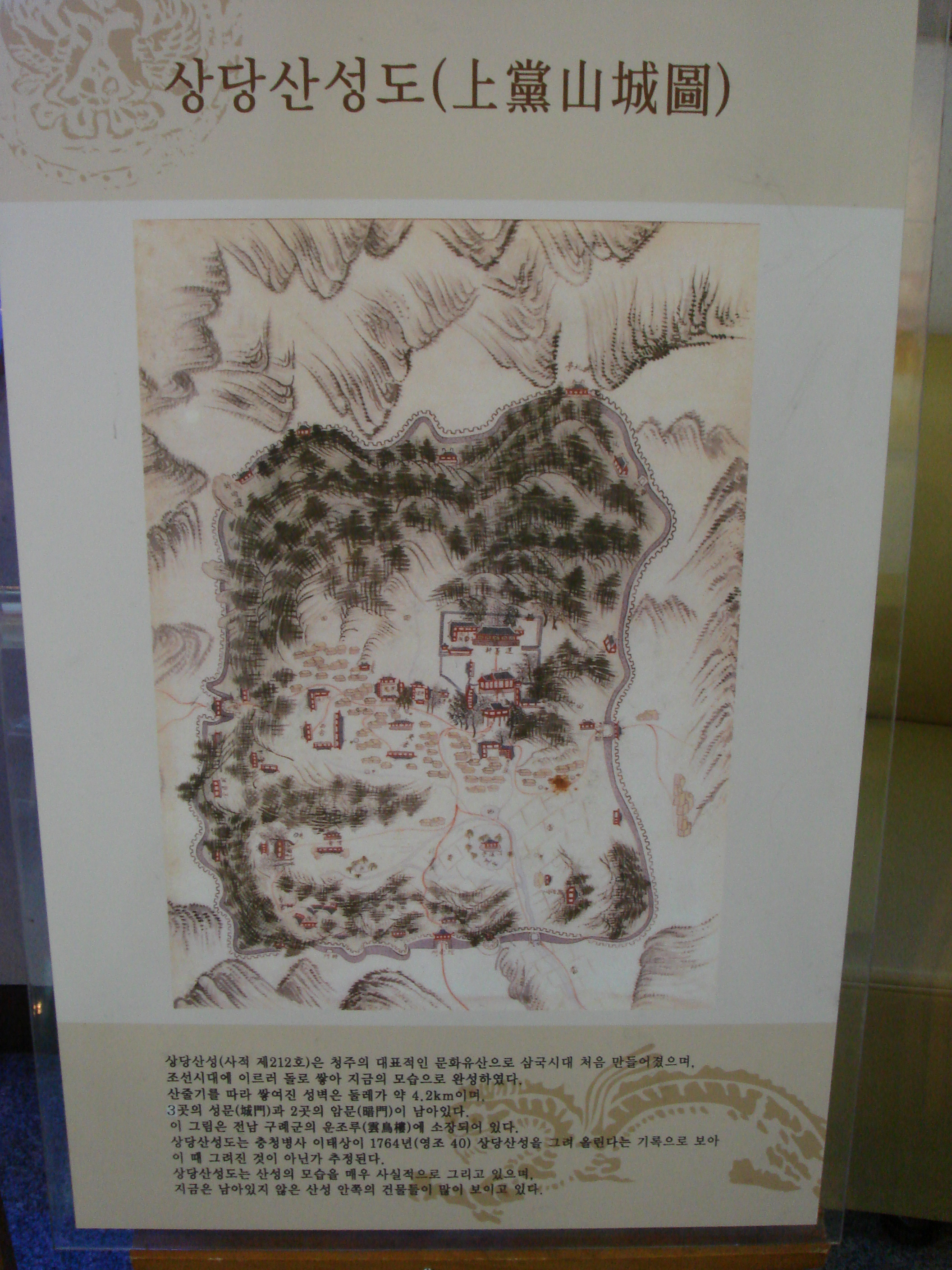
上党山城図
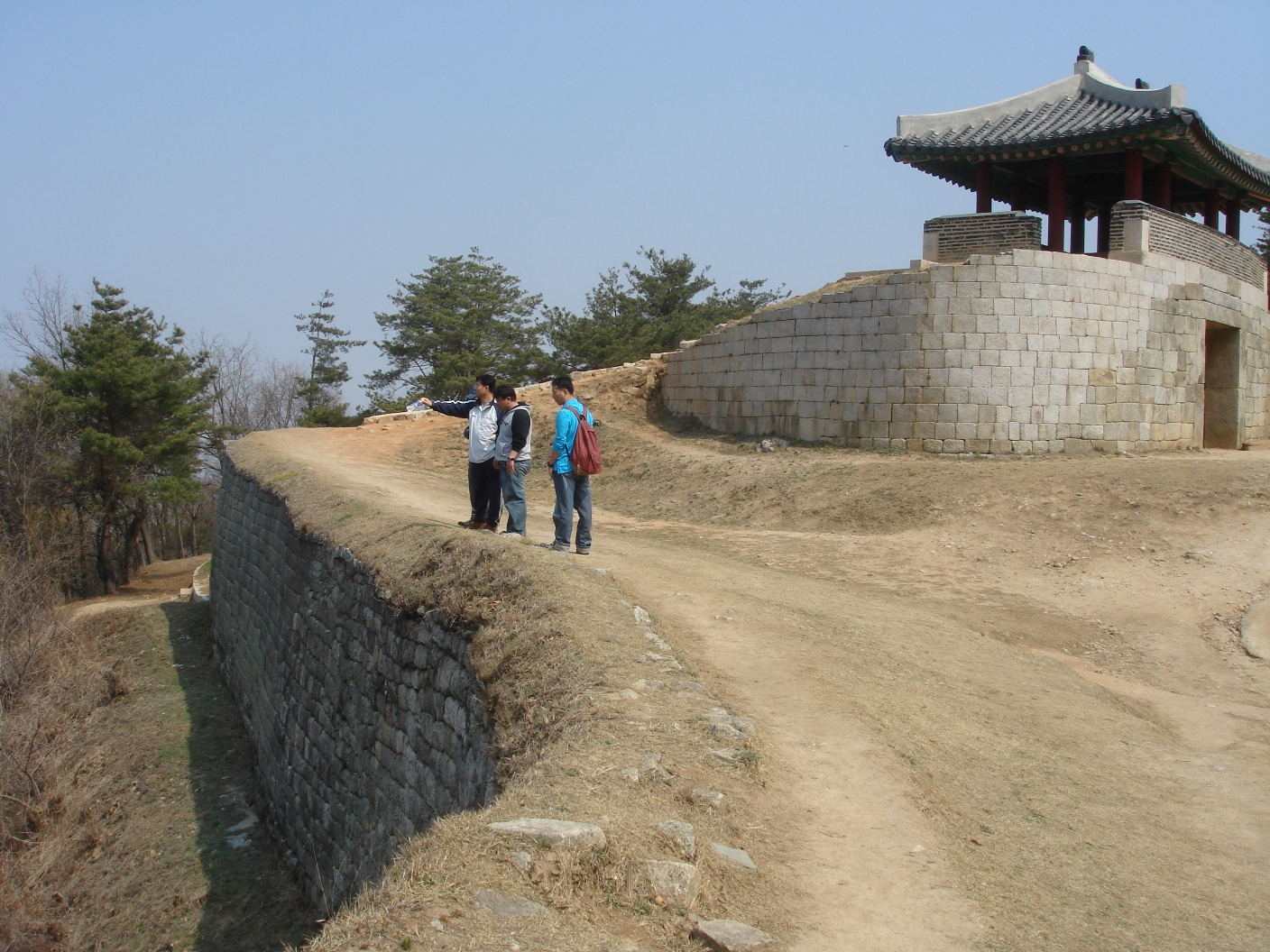
上党山城城壁と弰虎門
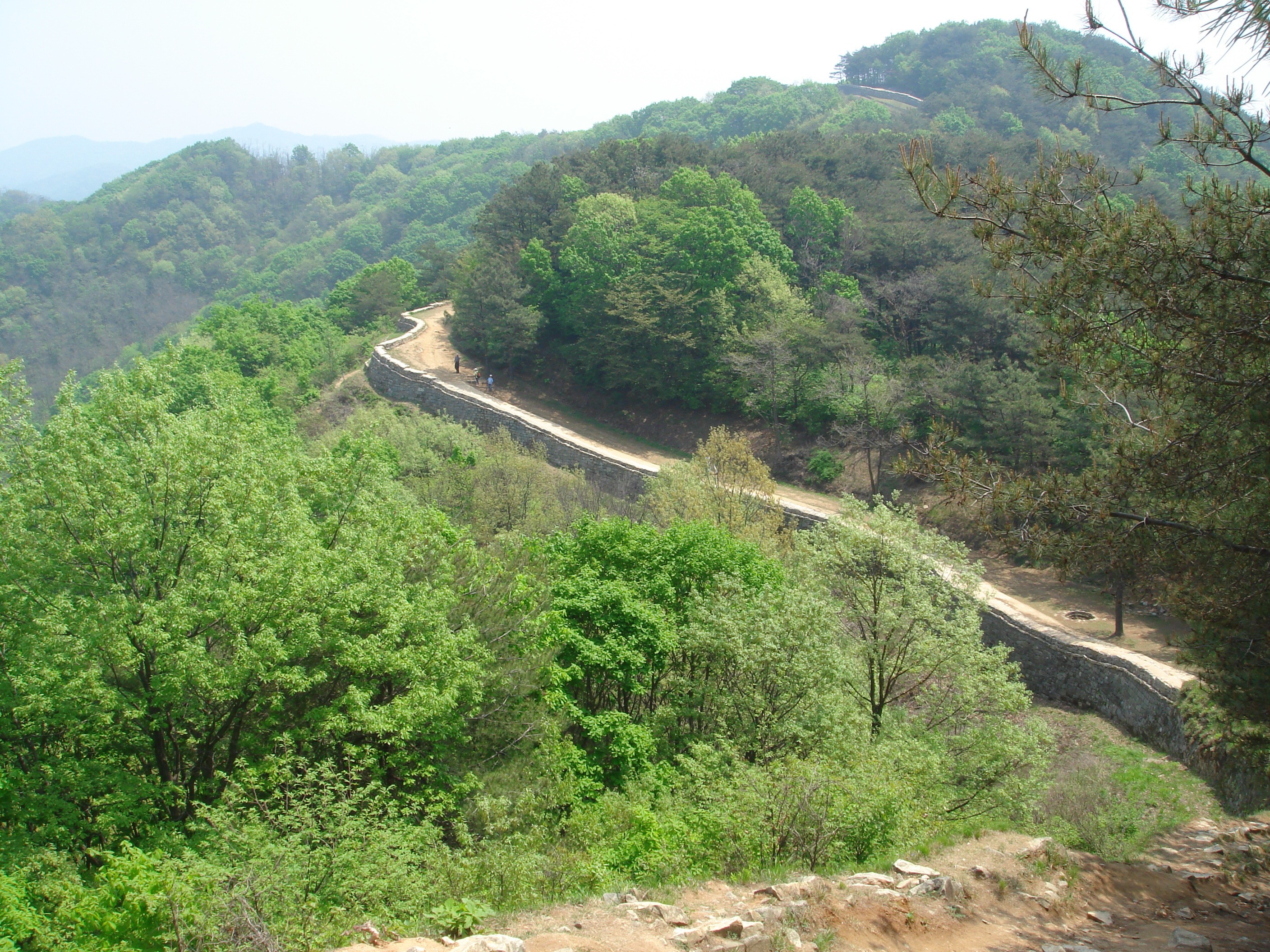
上党山城城壁2
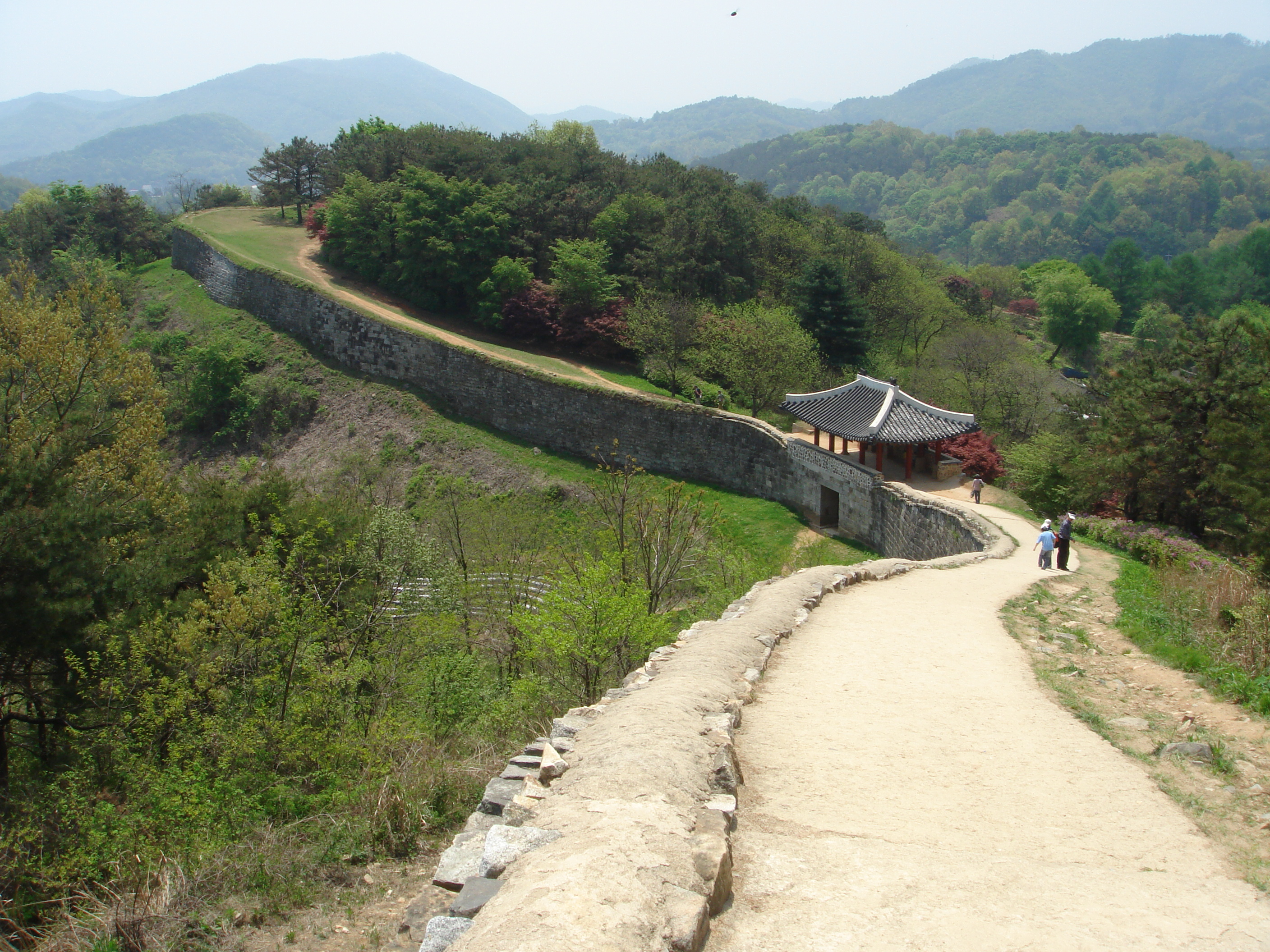
上党山城城壁3
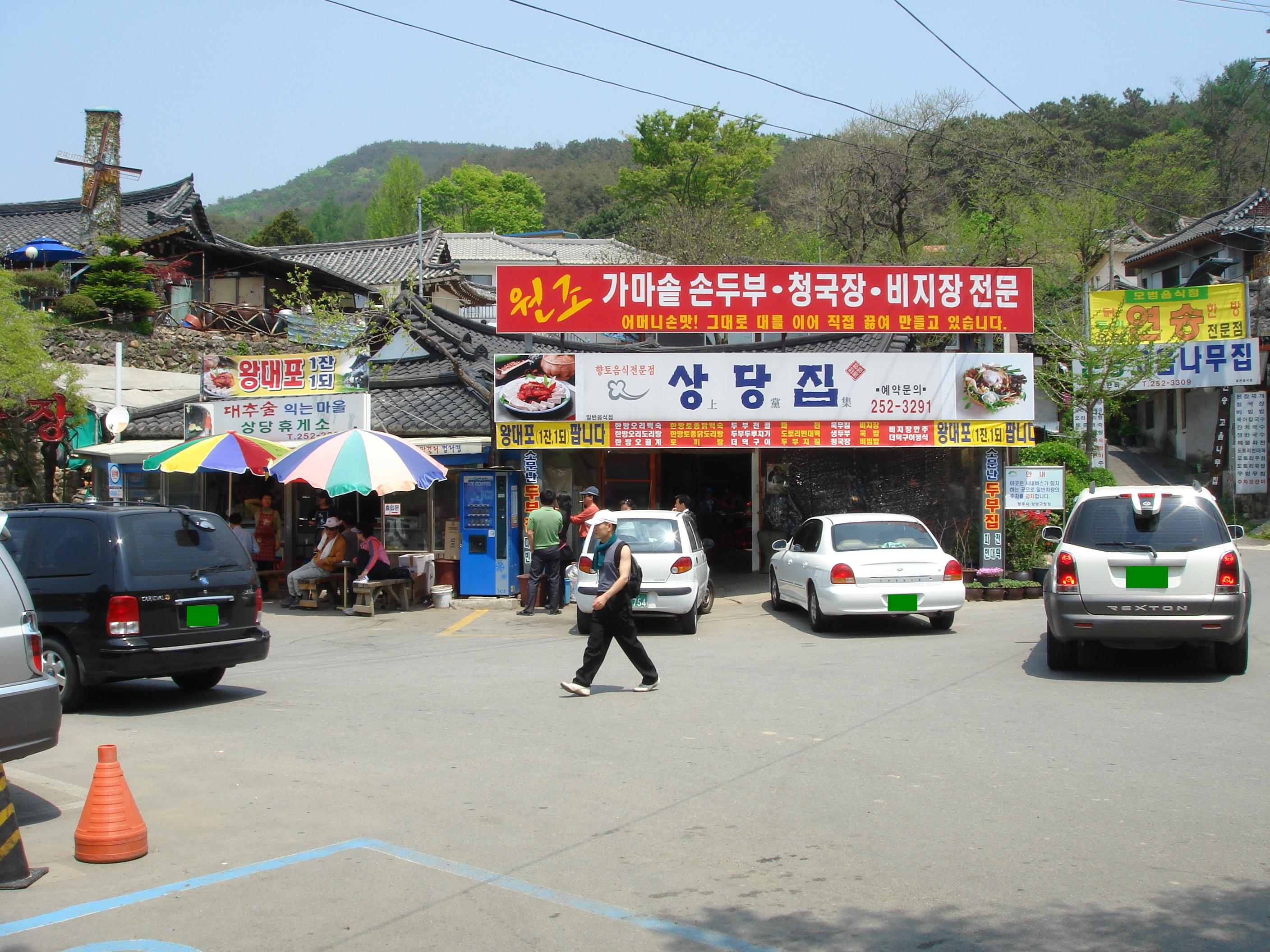
上党山城内中心街 レストランが立ち並ぶ
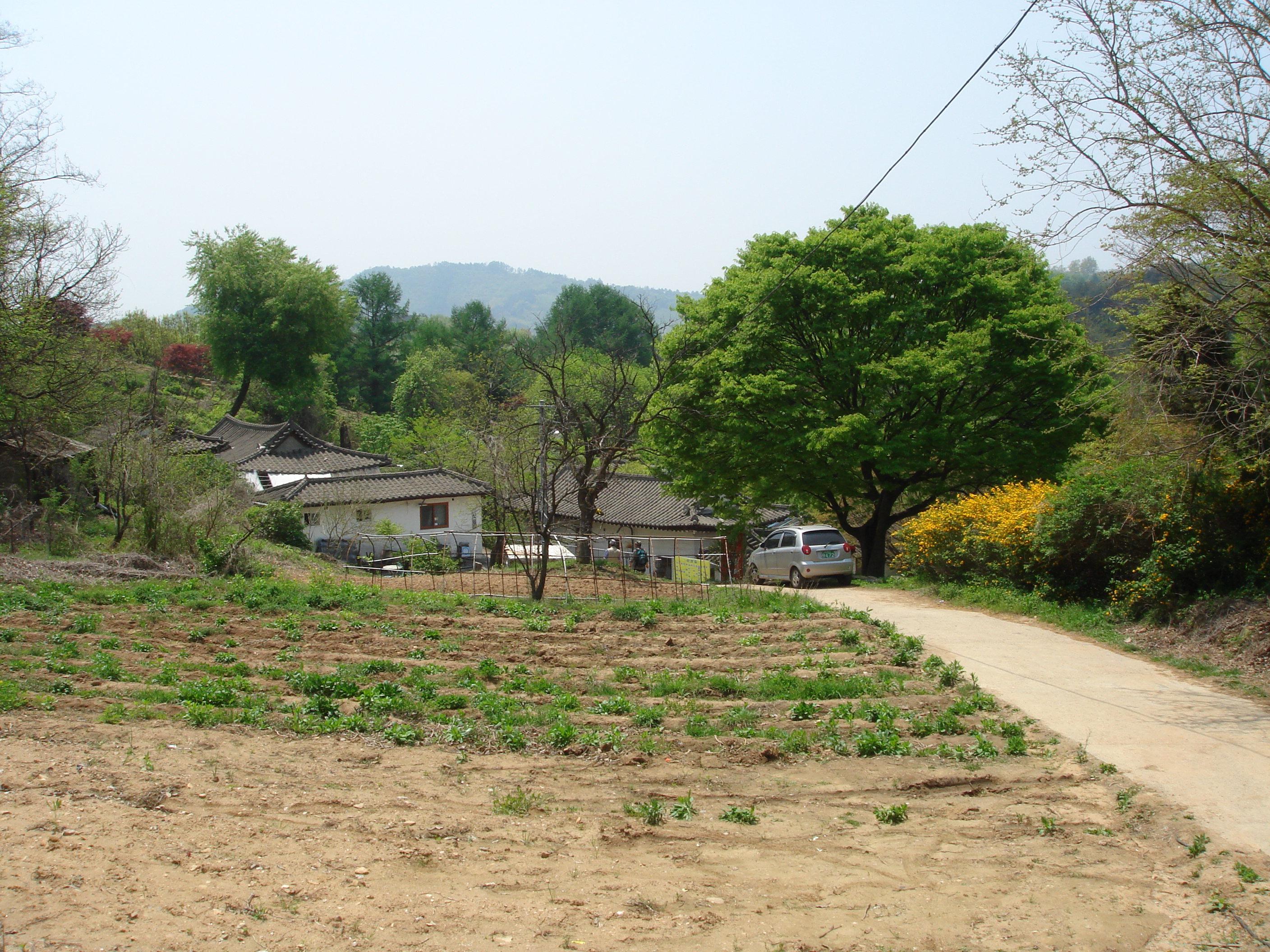
上党山城内部集落
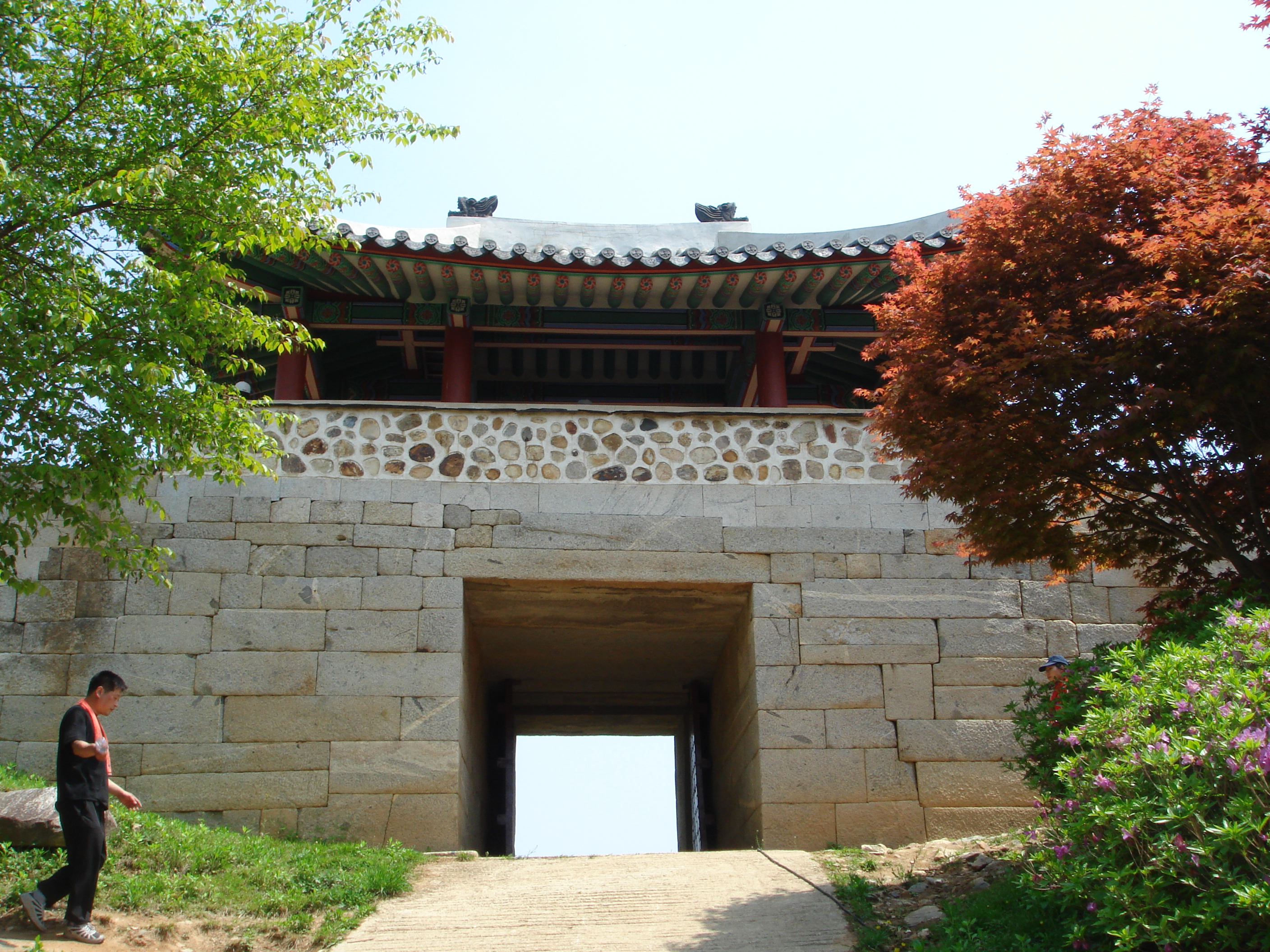
上党山城門
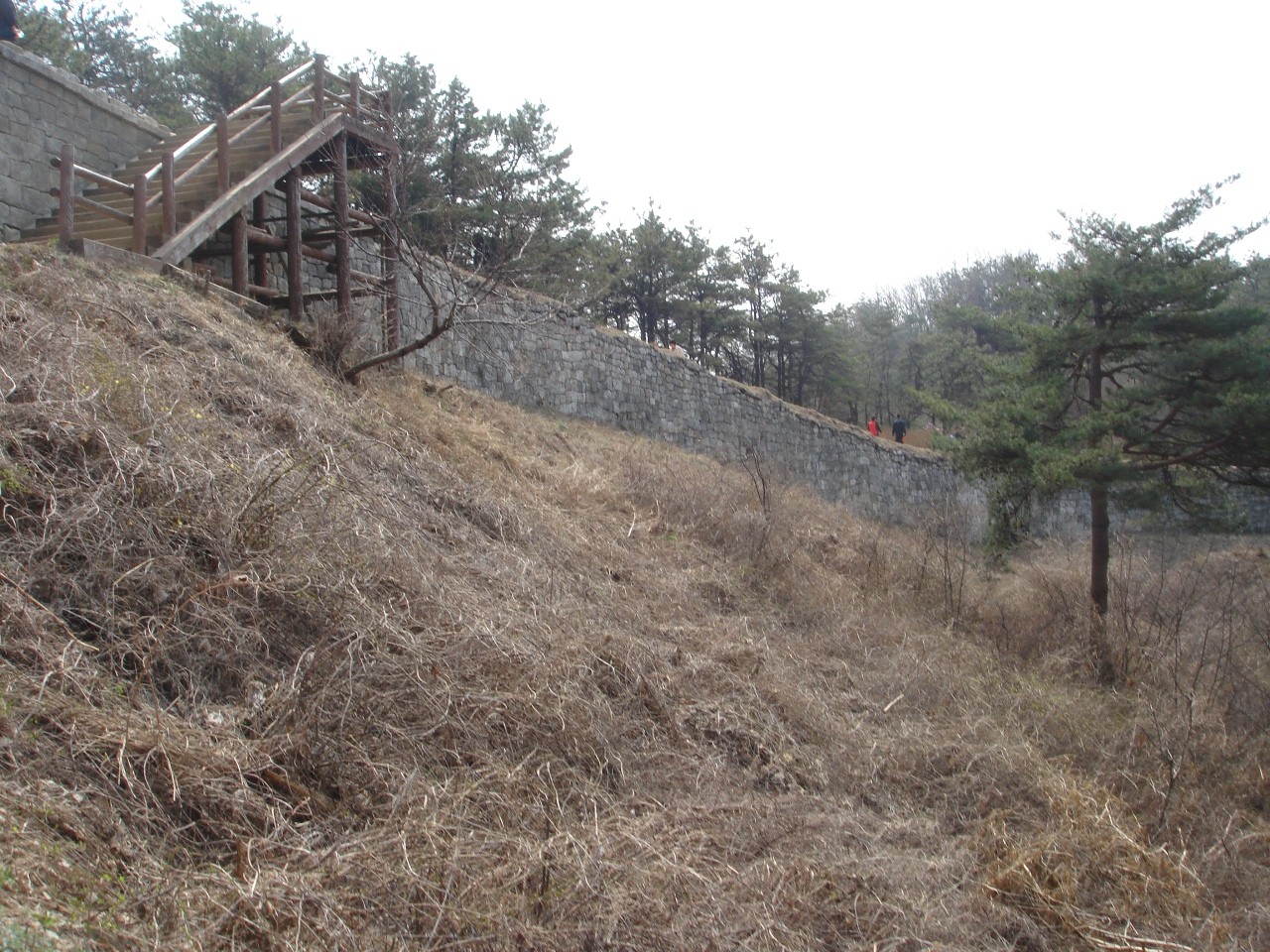
上党山城城壁を登山道より望む
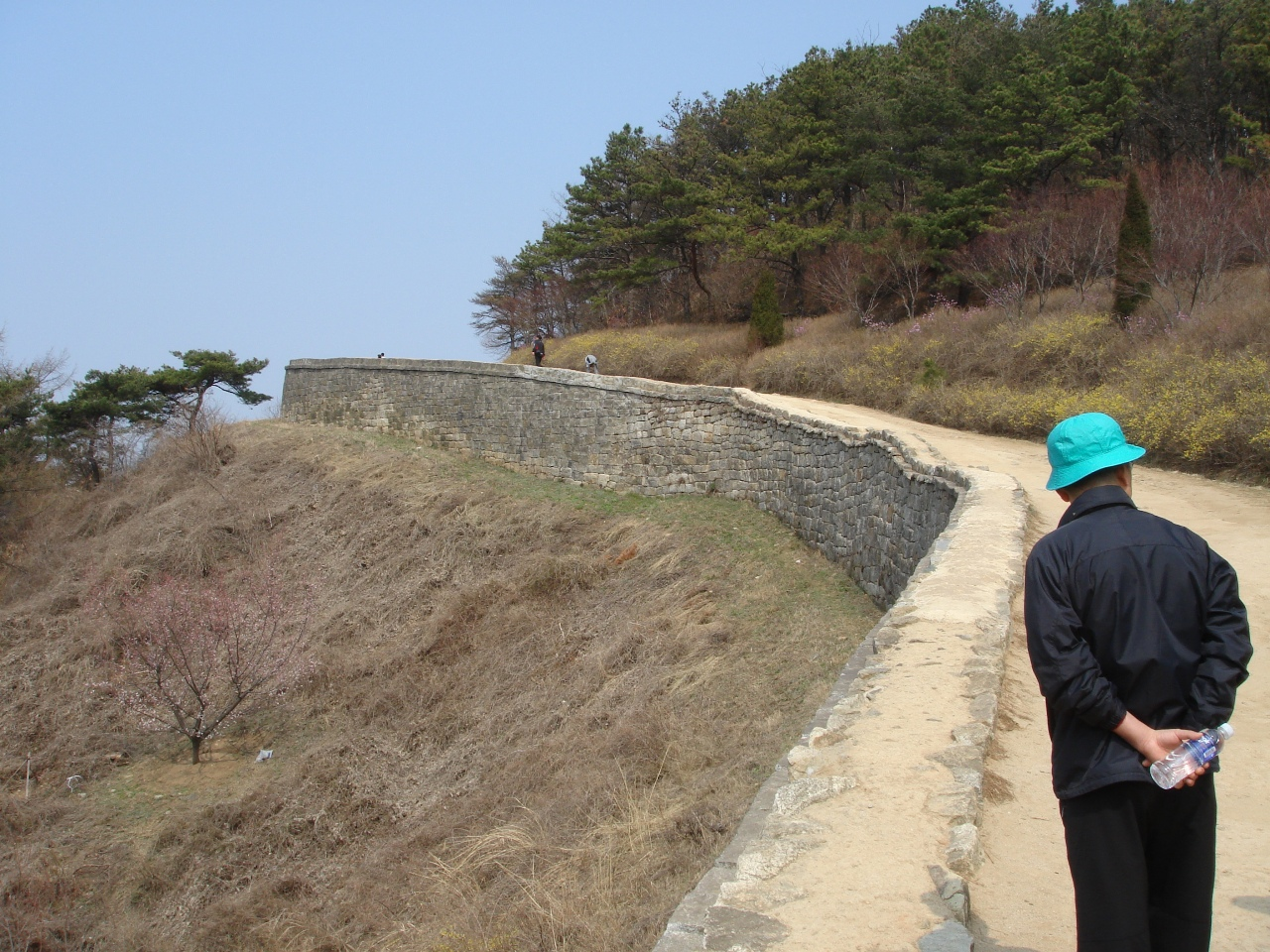
上党山城城壁4
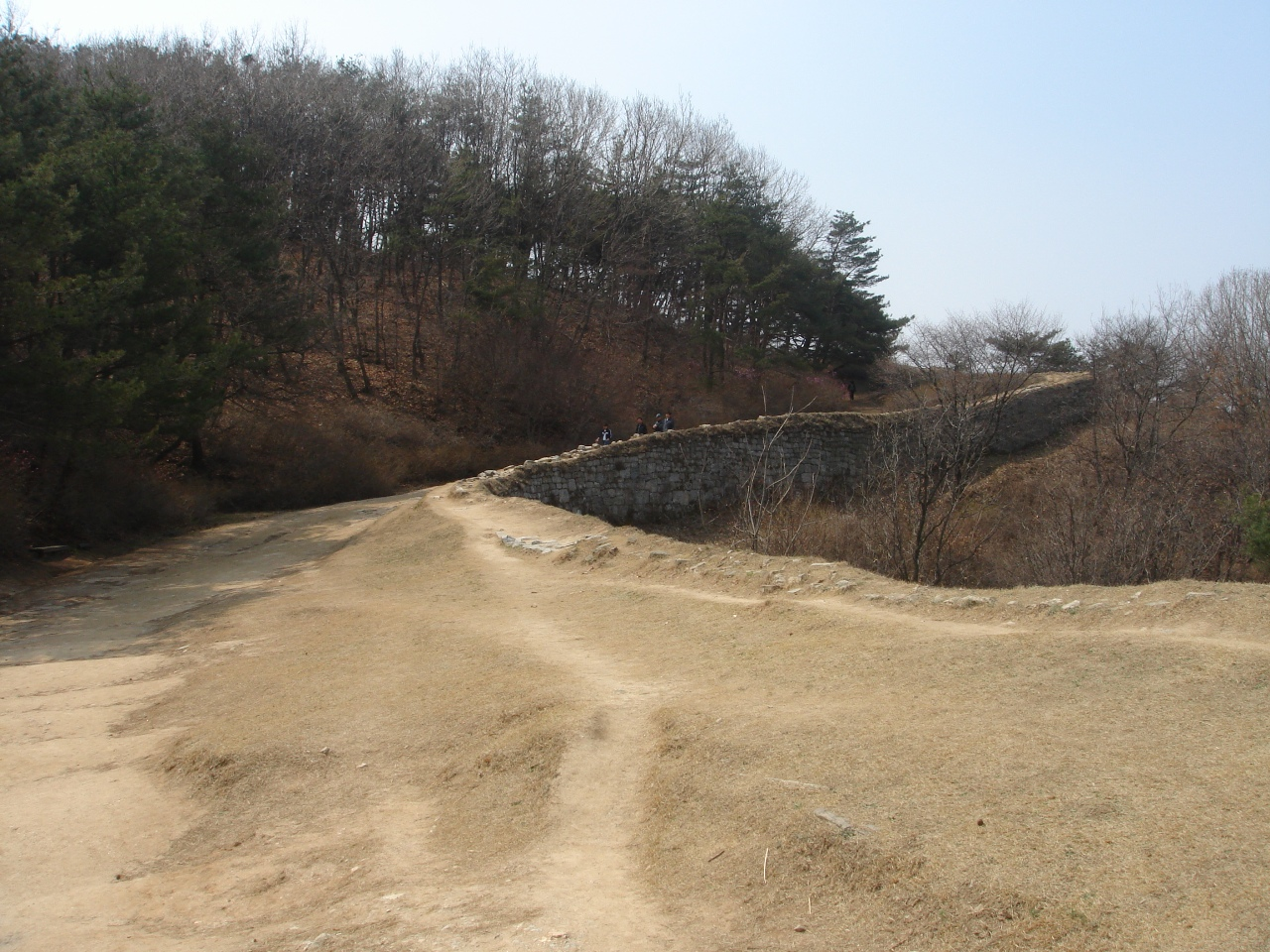
上党山城城壁5
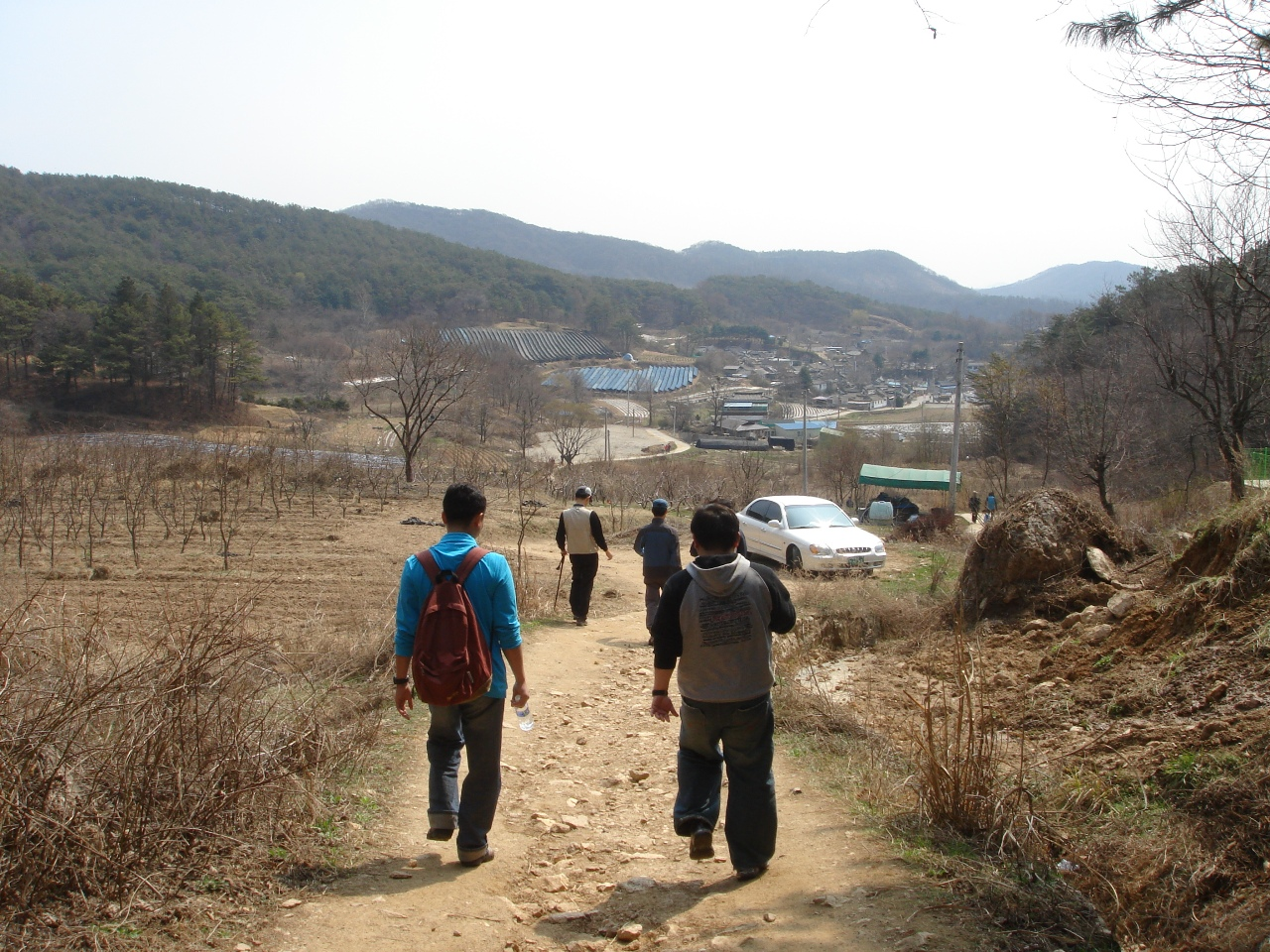
上党山城内部集落への道